# Єлток
Єлто́к (каз. Елтоқ) — село у складі Аршалинського району Акмолинської області Казахстану. Адміністративний центр Єлтоцького сільського округу.
До 2023 року село називалось Волгодоновка.
Населення — 733 особи (2021; 1004 у 2009, 941 у 1999, 1148 у 1989).
Національний склад станом на 1989 рік:
- росіяни — 43 %
- німці — 30 %.